# Plagne (Berne)
Pour les articles homonymes, voir Plagne.
Plagne est une localité et une ancienne commune suisse du canton de Berne, située dans l'arrondissement administratif du Jura bernois et la commune de Sauge.

## Géographie
Plagne se trouve à 9 kilomètres au nord-est de Bienne, entre 800 et 900 mètres d'altitude, dominant ainsi la vallée des oiseaux dans laquelle se trouve Vauffelin.

## Histoire
De 1797 à 1815, Plagne a fait partie de la France, au sein du département du Mont-Terrible, puis, à partir de 1800, du département du Haut-Rhin, auquel le département du Mont-Terrible fut rattaché. Par décision du congrès de Vienne, le territoire de l’ancien évêché de Bâle fut attribué au canton de Berne en 1815. Il y eut de nombreux métallurgistes et chaudronniers parmi les habitants du village, d'où les trois chaudrons sur les armoiries.

## Fusion
Le 28 février 2013, après la fusion refusée de 2008, les habitants de Vauffelin-Frinvillier et de Plagne approuvent une fusion entre leurs deux communes, notamment par 85 « oui » contre 15 « non » et 1 abstention dans la commune. Le 1er janvier 2014, Plagne fusionne avec Vauffelin pour former la nouvelle commune de Sauge.